# Albert Sacco
Albert Sacco (* 3. května 1949 Boston, Massachusetts, USA) je americký vědec a kosmonaut. Ve vesmíru byl jednou.

## Život

### Mládí a výcvik
V roce 1968 absolvoval střední školu Belmont Senior High School, roky 1968 až 1973 strávil na Northeastern University a roku 1977 zakončil svá studia na Massachusetts Institute of Technology v Cambridge získáním titulu PhD jako chemik inženýr.
Poté vyučoval mnoho let jako profesor na Worcester Polytechnic University.
V týmu astronautů NASA byl v letech 1991 až 1995.
Oženil se s Teran Lee, rozenou Gardnerovou a mají spolu čtyři děti.

### Lety do vesmíru
Na oběžnou dráhu se v raketoplánu dostal jednou a strávil ve vesmíru 15 dní, 21 hodin a 34 minut. Byl 335 člověkem ve vesmíru.
- STS-73 Columbia, (20. říjen 1995 – 5. listopad 1995), specialista pro užitečné zařízení